# Regierung Mirek Topolánek II
Die Regierung Topolánek II bildete vom 9. Januar 2007 bis 8. Mai 2009 die Regierung der Tschechischen Republik. Sie bestand aus einer Schwarz-grünen Koalition der Parteien ODS, KDU-ČSL und SZ unter dem Ministerpräsidenten Mirek Topolánek. Sie löste die Regierung Mirek Topolánek I ab (Alleinregierung ODS). Ihr folgte im Mai 2009 die Regierung Jan Fischer (Übergangsregierung aus Experten und hohen Beamten, Vorschlag für Besetzung/parlamentarische Mehrheit: ODS und ČSSD) nachdem der Ministerpräsident am 24. März 2009 eine Vertrauensabstimmung im Parlament verlor. Im ersten Halbjahr 2009 bis zu ihrer Ablösung übernahmen die Mitglieder der Regierung Topolánek während der tschechischen EU-Ratspräsidentschaft den Vorsitz im Rat der Europäischen Union.
| Amt                                                                            | Name | Partei              |
| ------------------------------------------------------------------------------ | --- | ------------------- |
| Ministerpräsident                                                              | Mirek Topolánek | ODS                 |
| Erster Vize-Ministerpräsidenten                                                | vakant November 2007 bis April 2008 Jiří Čunek (bis November 2007 und von April 2008 bis Januar 2009) Vlasta Parkanová (ab Januar 2009) | - KDU-ČSL           |
| Vize-Ministerpräsident, Umweltminister                                         | Martin Bursík | SZ                  |
| Vize-Ministerpräsident, Minister für Arbeit und Soziales                       | Petr Nečas | ODS                 |
| Vize-Ministerpräsident, Minister für europäische Angelegenheiten               | Alexandr Vondra | ODS                 |
| Außenminister                                                                  | Karel Schwarzenberg | parteilos für SZ    |
| Innenminister                                                                  | Ivan Langer | ODS                 |
| Minister für Wirtschaft und Handel                                             | Martin Říman | ODS                 |
| Justizminister                                                                 | Jiří Pospíšil | ODS                 |
| Verkehrsminister                                                               | Aleš Řebíček (bis Januar 2009) Petr Bendl (ab Januar 2009)                                                                              | ODS                 |
| Gesundheitsminister                                                            | Tomáš Julínek (bis Januar 2009) Daniela Filipiová (ab Januar 2009)                                                                      | ODS                 |
| Landwirtschaftsminister                                                        | Petr Gandalovič | ODS                 |
| Finanzminister                                                                 | Miroslav Kalousek | KDU-ČSL             |
| Kulturminister                                                                 | Helena Třeštíková (bis Januar 2007) Václav Jehlička (ab Januar 2007)                                                                    | KDU-ČSL             |
| Verteidigungsminister                                                          | Vlasta Parkanová | KDU-ČSL             |
| Minister ohne Geschäftsbereich, Vorsitzender des Legislativrates der Regierung | Cyril Svoboda (bis Januar 2009) Pavel Svoboda (ab Januar 2009)                                                                          | KDU-ČSL             |
| Minister für regionale Entwicklung                                             | vakant (November 2007 bis April 2008) Jiří Čunek (bis November 2007 und von April 2008 bis Januar 2009) Cyril Svoboda (ab Januar 2009)  | - KDU-ČSL           |
| Minister für Erziehung, Jugend und Sport                                       | Dana Kuchtová (bis Herbst 2007) Ondřej Liška (ab Herbst 2007)                                                                           | SZ                  |
| Minister ohne Geschäftsbereich, Zuständig Menschenrechte und Minderheiten      | Džamila Stehlíková (bis Januar 2009) Michael Kocáb (ab Januar 2009)                                                                     | SZ parteilos für SZ |